# Visszafordíthatatlan
A Visszafordíthatatlan (Irréversible) 2002-ben bemutatott francia film Gaspar Noé rendezésében. A főszerepeket Vincent Cassel és Monica Bellucci alakítja. A rendező szakítva korábbi filmjeinek hagyományos narrációjával, a Mementó (2000) mintájára, egy visszafelé haladó történetet szeretett volna készíteni. Vincent Cassel feleségével, Monica Belluccival közösen csatlakozott a projekthez, mely hamar elnyerte a producerek jóváhagyását is. A 2001 nyarán kezdődött forgatás Noé számára mégis igazi kihívássá vált: bár előző nagyjátékfilmjéhez képest jóval nagyobb költségvetéssel dolgozhatott, de nem volt forgatókönyve, és mindössze hat hét állt rendelkezésére a felvételekhez.
A filmet 2002 májusában a cannes-i fesztiválon mutatták be. A Visszafordíthatatlan szélsőséges fogadtatásra talált. Több kritikus a rendezőt nőgyűlölőnek, rasszistának és homofóbnak kiáltotta ki, de volt aki egyszerűen Antikrisztusnak nevezte. A rendező még halálos fenyegetést is kapott a film miatt.
Az idő mindent elpusztít

## Cselekmény
A cselekmény a film időrendjét követi.
Egy párizsi szórakozóhely előtt Marcus hordágyon fekszik, láthatóan megsérült, Pierre-t bilincsben vezetik el a rendőrök.
Marcus és Pierre a Rectum nevű melegbárba mennek, hogy megkeressenek egy férfit, Le Téniát, másként Gilisztát. Marcus az egyik vendégben felismerni véli a férfit és rátámad. A férfi kicsavarja Marcus karját és meg akarja erőszakolni. Pierre a támadóra veti magát és egy poroltó készülékkel brutálisan szétroncsolja a férfi fejét. Az igazi Le Ténia zavartan figyeli az eseményeket.
Úgy tűnik, hogy meg akarnak bosszulni egy nemi erőszakot. Prostituáltakat kérdezgetnek, hogy az elkövető kilétét kiderítsék. Az egyikük, Concha megnevezi a feltételezett támadót, Le Téniát, aki feltehetően a Rectumban van.
Marcus és Pierre odaér a bűntény helyszínére és látják, hogy Alex hordágyon fekszik, nagyon súlyos állapotban van. Marcus minden áron meg akarja találni azt, aki a barátnőjét megerőszakolta és megverte.
Alex egy aluljáróban sétál, éppen rágyújt, mikor egy férfi észreveszi őt. Kést szegez Alex torkának, megfenyegeti, hogy elvágja a torkát. A férfi megerőszakolja és végül eszméletlenre veri a nőt.
Marcus, Alex és Pierre egy partiba indulnak, hogy bulizzanak. A partin Alex nem nézi jó szemmel, hogy párja kábítószert fogyaszt és más nőkkel flörtöl. Ezért úgy dönt, otthagyja a két férfit és hazamegy.
Alex és Marcus az ágyban fekszenek, beszélgetnek. Alex elmondja, hogy úgy érzi teherbe esett. Marcus örül a hírnek, hogy apa lehet. Míg Marcus elmegy vásárolni, Alex otthon marad és elvégez egy terhességi tesztet: valóban gyermeket vár.
A film végén Alex egy parkban John William Dunne An Experiment with Time című művét olvassa. Majd a kép kivilágosodik és egy mondat olvasható: „Az idő mindent elpusztít”.

## Szereplők
| Szerep          | Színész           | Szinkronhang       |
| --------------- | ----------------- | ------------------ |
| Alex            | Monica Bellucci   | Tóth Ildikó        |
| Marcus          | Vincent Cassel    | Stohl András       |
| Pierre          | Albert Dupontel   | Fazekas István     |
| Giliszta        | Jo Prestia        | Szarvas József     |
| Philippe        | Philippe Nahon    | Várday Zoltán      |
| Stéphane        | Stéphane Drouot   | Vizy György        |
| Fistman         | Jean-Louis Costes | Simonyi Balázs     |
| Mick            | Michel Gondoin    | Faragó András      |
| Mourad          | Mourad Khima      | Schneider Zoltán   |
| Layde           | Hellal            | Ifj. Jászai László |
| Felügyelő       | Nato              | Bácskai János      |
| Taxisofőr       | Fesche            | Takátsy Péter      |
| Concha          | Jara-Millo        | Seszták Szabolcs   |
| Rendőrfelügyelő | Le Quellec        | Albert Péter       |
| Isabelle        | Giami             |                    |
| Fatima          | Adoum             |                    |
| Janice          | Foulaux           |                    |

## Így készült a film

### Filmtervek
A rendező 2001. májusában egy éjszakai bárban találkozott Vincent Cassellel és megosztotta vele az egyik filmtervét: olyan erotikus filmet szeretett volna forgatni egy házaspárral mint az Az érzékek birodalma (1976) vagy a Histoire d'O (1975). A tervezett szexjelenetek miatt, azonban Cassel és Bellucci tetszését ez az ötlet nem nyerte el, de egy másik film elkészítésében szívesen részt vettek volna a rendezővel. Ekkor Noé felvetette, hogy készítsenek egy filmet, bosszúról és erőszakról. Hasonlót, mint Pasolini hírhedt műve a Salò, avagy Szodoma 120 napja (1975). Az elképzelést támogatta a két színész. Ismertségük hozzájárult ahhoz, hogy a projekt hamar felkeltette a producerek érdeklődését is. Azonban a producereknek kétségeik is voltak: Noénak csak egy cselekményvázlata volt, ráadásul igen rövid idő alatt kellett volna előkészíteni és leforgatni az összes jelenetet, mert Belluccinak szeptemberben már a Mátrix – Újratöltve (2003) forgatására kellett mennie. Végül a producerek rábólintottak a filmre, mert a két színész ilyen körülmények között is vállalta a munkát a rendezővel. Noé korábbi filmjének költségvetéséhez képest közel hússzor nagyobb összeggel gazdálkodhatott.

### Forgatás Párizsban
A forgatást 2001. július közepén kezdték, így mintegy hat hét állt rendelkezésre a felvételekre. A teljes filmet Párizsban forgatták. A filmet Super 16 mm-es kézikamerával rögzítették, melyet később nagyítottak fel 35 mm-es formátumra. Az operatőri feladatokat maga Noé látta el. Az utolsó jelenet kivételével kronologikus sorrendben rögzítették a jeleneteket.
Az idő szűkössége mellett nehézséget jelentett az is, hogy Noé nem tudott állandó munkatársaival dolgozni, valamint nem kidolgozott forgatókönyve, hanem csak egy három oldalas vázlata volt a jelenetekről, így a dialógusokat a forgatás során rögtönözték a színészek. Az egyik jelenetben Vincent Cassel a saját nevén mutatkozott be, majd rögtön helyesbített is, hogy csak viccelt. A jelenetet nem vették újra. A színészek feladatát nem könnyítette meg a rendező: a forgatás során kevés instrukciót adott a jelenetekhez és a szerepekhez.
A gay-club, ahol a film játszódik egy létező hely Párizsban; a szórakozóhelyet a forgatás idejére átalakították és a nevét is megváltoztatták. A film elején látható gyilkossági jelenethez, melyet több kameraállásból rögzítettek, Jean-Christophe Spadaccini három gumibábut készített a színész testéről, akit agyonvernek. A végső verziót 30 snittből állították össze. Noé később a szórakozóhelyen további vágóképeket is készített a filmhez. A közel 10 perces (!) nemi erőszak jelenetet a Buttes Chaumont metróállomáson két éjszaka alatt vették fel. Ez az egyetlen, ahol rögzített kamerával dolgoztak. A falakat vörösre festették, a padlót puha habszivacsból készítették, hogy a sérüléseket elkerüljék. Az ábrázolt erőszak még a stábot is megdöbbentette. A film utómunkálatai során a jeleneteket digitálisan módosították: a gyilkossági jelenetnél az effektusokat egészítették ki, és Monica Bellucci arcára is utólag kerültek fel a sérülések. A forgatás legnehezebb része a partijelenet volt, melyet hússzor vettek újra.
Az utómunkálatok során Noé úgy illesztette össze a jeleneteket, hogy folyamatos vágás nélküli felvételeknek tűnjenek. A felvételek hibáinak kijavításhoz és a vágásokhoz is alkalmaztak speciális effektusokat. A filmet folyamatosan mozgó, rázkódó felvételek és hosszú jelenetek jellemzik.
Noé a felkavaró hatást fokozandó a film első 30 percéhez 27-28 hertzes frekvenciájú, az emberi fül számára már alig hallható háttérzajt kevert. Ez az infrahang frekvenciatartománya, mely az embereknél émelygést, szédülést, feszültséget válthat ki. A cannes-i és a San Sebastiáni filmfesztiválon ez idő alatt hagyták el a legtöbben a mozit. A cannes-i premieren 2400-an voltak, közülük 200-an mentek ki a vetítés alatt. A Newsweek magazin egyik cikke szerint 2003-ban a Visszafordíthatatlan alatt hagyták el legtöbben a mozitermeket.

## Fogadtatás, kritikai visszhang
A filmet 2002. május 23-án az 55. Cannes-i fesztiválon a hivatalos versenyprogram keretében mutatták be. Noé nyers erőszak-ábrázolása nagy megdöbbenést keltett: a bemutatón több néző is elhagyta a mozitermet a vetítés alatt. A Visszafordíthatatlan elnyerte a Stockholmi Filmfesztivál fődíját a Bronz Lovat, a San Diegó-i Filmkritikusok Egyesülete pedig a Barbárok a kapuk előtt (2003) című filmmel együtt a legjobb idegen nyelvű filmnek választotta.
A Variety kritikusa úgy véli a film nem más, mint egy „celluloid memento mori, mely a gyomorforgató erőszakból forog visszafelé a fenségesen gyengéd pillanatokba.” A lap összességében technikailag káprázatosként és érzelmileg pusztítóként jellemzi Noé művét. A The New York Times lendületes, de felkavaró alkotásnak tartja a filmet, melyben „[...] a színészi játékok kevés érzelmet szítanak. És pont ez az, ami miatt felejthető a »Visszafordíthatatlan«.” Roger Ebert filmkritikus sommás véleménye szerint „annyira erőszakos és kegyetlen film, hogy a legtöbb ember nézhetetlennek fogja tartani.”
„Ha valaki mutat egy jól sikerült poklot, fölösleges mellé raknia egy ügyetlen mennyországot, mert az, ahelyett, hogy kontrasztul szolgálna, csak elmaszatolja az egészet.” – írja a Magyar Narancs kritikusa. A Filmvilág a fordított dramaturgia hatásában látja a film erejét: „Ha a szakaszok norma szerint sorjáznának, a mű egyfajta komor életlátás együgyűen nagyzoló manifesztumaként hatna.” A Népszabadságban Bikácsy Gergely a Visszafordíthatatlan brutalitását emeli ki, „izzó erőszakképsor”át, ami miatt „ez a leleményes, szakmailag kiváló, pontos és elviselhetetlen film részben kivonja magát az alól, hogy esztétikai értékeiről szólhassunk.” A Mozinet kritikusa méltatja a rendező hangulatteremtő erejét és érzékenységét. Szélsőséges alkotásnak tartja a Visszafordíthatatlant, de úgy véli képei mégsem öncélúak. Ennek ellenére a film „valószínűleg Magyarországon is kisebb botrányt fog kiváltani, de ha az ember fia/lánya bírja gyomorral, akkor nem érdemes kihagyni. A hatást kb. egy kalapácsütéshez tudnám hasonlítani, de néha nem árt magunkat sokkolni.”

## Filmzene
A film zenéjét Thomas Bangalter, a francia Daft Punk együttes tagja szerezte. Bangalter a filmhez írt dalok mellett két korábbi szerzeményét (Outrun és Ventura) és Gustav Mahler, Ludwig van Beethoven valamint Étienne Daho egy-egy művét is felhasználta.

### Dalok
1. Irreversible – 6:32
2. Tempus Edax Rerum – 1:14
3. 9. szimfónia (D-dúr) – Adagio (részlet) (Gustav Mahler) – 1:49
4. Rectum – 6:23
5. Night Beats – 2:17
6. Stress – 6:41
7. Paris By Night – 6:05
8. Outrage – 6:29
9. Outrun – 5:42
10. Spinal Scratch – 6:29
11. Extra Dry – 4:57
12. Désaccords – 3:48
13. Ventura / Into the tunnel – 5:47
14. Mon Manège à moi (Étienne Daho) – 3:51
15. 7. szimfónia (A-dúr), op. 92 (részlet) (Ludwig van Beethoven) – 3:23
16. The End – 1:11

## Díjak, jelölések
Cannes-i fesztivál (2002) 
- jelölés: Arany Pálma (Gaspar Noé)

 Bodil-díj (2004) 
- jelölés: legjobb nem amerikai film (Gaspar Noé)

 Stockholmi Filmfesztivál (2002) 
- díj: Bronz Ló (Gaspar Noé)

 Golden Trailer-díj (2004) 
- jelölés: legjobb külföldi film

 San Diego-i Filmkritikusok Egyesülete (2003) 
- díj: legjobb idegen nyelvű film (megosztva a Barbárok a kapuk előtt (2003) című filmmel)

 Ausztrál Filmkritikusok Egyesülete (2004) 
- jelölés: legjobb idegen nyelvű film

 Online Filmkritikusok Társasága (2004) 
- jelölés: legjobb idegen nyelvű film

## Egyéb
A film jelenetei meglehetősen naturalisztikusan ábrázolják az erőszakot, melyek megtekintéséhez erős idegzet szükséges.